# L'Œil du Malin (film, 1962)
Pour les articles homonymes, voir L'Œil du Malin.
Pour plus de détails, voir Fiche technique et Distribution.
L'Œil du Malin est un film franco-italien réalisé par Claude Chabrol, sorti en 1962.

## Synopsis
Le journaliste Albin Mercier est envoyé dans le sud de l’Allemagne pour y faire un reportage. Il rencontre le romancier Andréas Hartmann et la femme de celui-ci, Hélène. Il envie d'abord leur bonheur, puis découvre qu’Hélène, en fait, trompe son mari. Espérant obtenir ses faveurs, il essaie de la faire chanter.

## Fiche technique
- Titre original : L'Œil du Malin
- Réalisation : Claude Chabrol
- Scénario : Claude Chabrol, Paul Gégauff
- Costumes : Louis Féraud
- Directeur de la photographie : Jean Rabier
- Photographe de plateau : Raymond Cauchetier
- Son : Jean-Claude Marchetti
- Musique : Pierre Jansen ; orchestre dirigé par André Girard
- Montage : Jacques Gaillard
- Production : Georges de Beauregard, Carlo Ponti, Pierre Gargo-Salice
- Sociétés de production : Rome-Paris Films, Compagnia Cinematografica Champion, et Lux Compagnie Cinématographique de France
- Société de distribution : Lux Compagnie Cinématographique de France
- Pays d'origine :  France,  Italie
- Langue originale : français
- Format : noir et blanc — 35 mm — 1,37:1 — son Mono
- Genre : drame
- Date de sortie : 2 mai 1962
- Durée : 80 minutes
- Affiche : Jouineau Bourduge (France)

## Distribution
- Jacques Charrier : Albin Mercier, un journaliste sans réel talent qui, par envie, brise le bonheur d'un couple
- Walter Reyer : Andreas Hartmann, un grand écrivain marié à Hélène
- Stéphane Audran :  Hélène Hartmann, sa femme
- Daniel Boulanger : le commissaire de police
- André Badin : un inspecteur de police, son adjoint
- Claude Romet
- Erika Tweer
- Michael Munzer
- Louis Le Pin
- Jean Davis
- Claude Chabrol : un spectateur du strip-tease